# Nils Erikson (musiker)
Nils Erikson, folkbokförd Nils Gustav Ericson, född den 25 maj 1966 i Slottsstadens församling i Malmö, är en svensk musiker, kompositör, producent, skribent och ljudtekniker. Han har bland annat gett ut åtta soloalbum i varierande genrer, fått två grammisnomineringar samt skrivit film- och körmusik.

## Biografi

### Solokarriär
Nils Erikson började redan som fyraåring att skriva egna låtar och fortsatte under hela uppväxten att experimentera med olika musikstilar. Efter att hans band Under the Sun vunnit Rock-SM 1988 fokuserade han alltmer på sin solobana och debuterade 1996 med det kritikerhyllade albumet ”Spår”. Stilen var inspirerad av artister som Simple Minds, U2 och Peter Gabriel men Erikson sjöng på svenska med skånsk dialekt. Han blev grammisnominerad i klasserna Årets nykomling samt Årets pop/rock-artist manlig. Uppföljaren ”Albert tyfonen” kom redan året därpå, men det skulle dröja ända till 2004 innan Nils Erikson släppte sin tredje soloskiva ”Inferno Mini”. Språket var fortfarande svenska men anslaget mörkare än tidigare.
2007 kom det första soloalbumet på engelska: ”On the Verge” med en mer nedskalad stil och andra textförfattare. Mottagandet var fortsatt positivt om än inte lika översvallande som tidigare. På den femte soloskivan ”Secrets for a Piano” (2008) bytte Erikson genre helt, till solopianostycken i klassisk stil med influenser från bland andra Satie och Debussy. Uppföljaren "Revelations for a Piano" (2017) rönte initial framgång på Apple Music, med en förstaplats på den klassiska listan i mars 2017. Det tredje albumet i samma serie "Confessions for a Piano" är endast tillgängligt på rullband.
År 2024 släppte Bolero Records ännu ett pianoalbum betitlat "Insides", där Nils Erikson spelar egenkomponerade, stillsamma stycken på ett piano preparerat med filtremsa. Stilen ligger mellan neoklassiskt och vispop och mottagandet har varit mycket positivt.
Nils Erikson har också tonsatt ett antal flerstämmiga, sakrala körverk för bland andra Mariakören i Västerås Domkyrka och Oppanna vokalensemble, samt några kortare stycken för stråkorkester. Några av körverken gavs ut i notform på Raven Music Editions under 2018.
Bland körverken utmärker sig "Beatitudes" (Saligprisningarna), tonsatt för monofonisk synthesizer och blandad kör samt den av Dalby Kammarkör beställda motetten "In Paradisum", för blandad kör och polyfonisk synthesizer.
En viss återgång till popmusiken skedde med instrumentalskivan ”The Prophet & the Piano” (2012) som dock inte släppts som fysisk CD. En remix av singellåten ”Stranger”, producerad av SoundFactory, nådde under sommaren Top 20 på Swedish Dance Chart. Några av Eriksons pianolåtar är också utgivna i så kallade chill-versioner, där "Silver Lining"  utmärker sig med 2,7 miljoner spelningar på musikströmningstjänsten Spotify (2023).  
Under 2013-16 släpptes också ett par låtar (endast för strömning) i genren "ambient electronica", inspirerade av bland andra Jean-Michel Jarre och Vangelis. Låten "Voyager" hade hösten 2023 spelats över 1,6 miljoner gånger på Spotify. 
2011 värvades Nils Erikson som sångare och klaviaturspelare till det svenska symfonirockbandet Karmakanic, vars publik främst finns i USA, Holland och Tyskland. Kritikerresponsen har varit genomgående mycket positiv.

### Producent, mjukvara och filmmusik
1998 blev Nils Erikson anlitad som producent, musiker och låtskrivare på sångkvartetten Ainbusks självbetitlade debutalbum samt på uppföljaren ”Stolt”. Här var influenserna från den kanadensiske producenten Daniel Lanois tydliga, liksom på flera andra av Eriksons produktioner. År 2002 producerade han Roger Pontares album ”Den stora friheten” och har senare samarbetat med bland andra Nilla Nielsen, Krister Jonsson, Jade Ell, Lilly-Ann Hertzman, Attlerud Band, Jupiter Society, Niclas Timmerby, David Kajson, Elli Millez, Theodore James samt Frida Green som producent, musiker, låtskrivare och/eller tekniker. 
I april 2024 släpptes ett självbetitlat album med duon Last Plane Out, bestående av Nils Erikson och textförfattaren Anders Lundquist. Stilen kan kallas "progressive-pop", med influenser av bland andra David Bowie och Genesis och är i vissa avseenden en återgång till stilen på Nils Eriksons tidiga soloalbum.   
2005 år bidrog han också till mycket av det musikaliska innehållet i mjukvaruinstrumenten Groove Agent v.2 (trummor) och senare v.3 samt Broomstick Bass (bas).
2008 debuterade Erikson som filmmusikkompositör för ”The Man Inside”, en irländsk kortfilm som vunnit ett flertal internationella utmärkelser och 2014 släpptes den prisbelönta, svenskdanska kortfilmen ”Carry a Couch”, med stöd av Svenska Filminstitutet.
Under 2018 spelades Eriksons låt "Fremde" i en partyscen i den andra säsongen av den internationella TV-thriller-serien "The Team".

### Övriga verksamheter
Vid sidan av musikkarriären har Nils Erikson länge frilansat som skribent i månadsmagasin för musikteknik, tidigare Musikermagasinet och Tidningen Monitor (Hansen Media) samt Studio (IDG Media) med tester, reportage och kursmaterial. Han driver också en smärre studio med fokus på den egna produktionen men även mastering och inspelning av andra artister. 
Under åren 2017 - 2022 var han dessutom verksam som akustikkonsult. (WSP samt Brekke & Strand Akustik)

## Diskografi och annan utgivning, i urval
Soloartist (album):
- Spår (Sony, 1996)
- Albert, tyfonen (Sony, 1997)
- Inferno Mini (Border Music, 2004)
- On the Verge (Promising Records, 2007)
- Secrets for a Piano (Interior Recordings, 2008)
- The Prophet & the Piano (Bolero Records, 2012)
- Revelations for a Piano (Bolero Records, 2017)
- Confessions for a Piano (egen utgivning, rullband) 2022
- Insides (Bolero Records, 2024)

samt diverse tillhörande singlar/EP
Producent, arrangör, låtskrivare, musiker eller ljudtekniker (album):
- Ainbusk: Ainbusk (EMI, 1998)
- Krister Jonsson: I’ll stay out here and talk to Harry (LJ Records, 1999)
- Ainbusk: Stolt (EMI 2000)
- Roger Pontare: Den stora friheten (MNW, 2002)
- Nilla Nielsen: Redemption Sky (Gecko Music, 2004)
- Attlerud Band: Tankarna (2006)
- Nilla Nielsen: Shellshocked (Gecko Music, 2008)
- Jupiter Society: First Contact Last Warning (2008)
- Lilly: Love is a Sound (PagodaMusic, 2009)
- Jupiter Society: Terraforming (2009)
- Nina Wiemer: Electrotherapy (2010)
- Ellen: Mourning this Morning (2010)
- Karmakanic: In a Perfect World (Inside-Out, 2012)
- Karmakanic: Live in the US (Reingold Records, 2014)
- Karmakanic: DOT (Inside-Out, 2016)
- Theodore James, "Blue Eyes" (2017)
- Niclas Timmerby: "Vol. 1" samt "Vol. 2" (2018)
- Last Plane Out (S-Rock, 2024)

Filmmusik:
- The Man Inside (Rory Bresnihan, 2008)
- Carry a Couch (Nille Leander, 2014)

Mjukvaruinstrument:
- Broomstick Bass (Bornemark, 2005)
- Groove Agent 2 & 3 (Steinberg, 2005 & 2008)

## Fotnoter
1. ↑  Sveriges befolkning 1970, CD-ROM, Version 1.04, Sveriges Släktforskarförbund (2002).